# انقلاب 1966 في نيجيريا
بدأ الانقلاب النيجيري 1966 في 15 يناير 1966، عندما قتل الجنود النيجيريون المتمردون بقيادة شوكووما كادونا نزيوغيو وإيمانويل إيفيجونا 22 شخصًا بما في ذلك رئيس وزراء نيجيريا والعديد من كبار السياسيين والعديد من كبار ضباط الجيش (بما في ذلك زوجاتهم). هاجم مدبرو الانقلاب مدن كادونا وإبادان ولاغوس بينما حاصروا أيضًا نهر النيجر ونهر بنوي. اعتبر مُدبّروا الانقلاب صعود جونسون أجويي أيرونسي إلى السلطة مؤامرة. تسببت الأحداث الانتقامية التي قام بها أفراد شماليون في الجيش النيجيري إلى مقتل العديد من الجنود والمدنيين من شعب الإيغبو الأبرياء في اندلاع الحرب الأهلية النيجيرية.[بحاجة لمصدر]

## خلفية
في أغسطس 1965، بدأت مجموعة من قادة الجيش (إيمانويل إيفيجونا، وتيموثي أونواتويغو، وكريس أنوفورو، ودون أوكافور، وهمفري تشوكوكا، وأديوال أديوييغا) بالتخطيط لانقلاب ضد رئيس الوزراء أبو بكر تفاوى باعليوه.
غادر رئيس نيجيريا، نامدي أزيكيوي، البلاد في أواخر عام 1965، أولاً إلى أوروبا، ثم في رحلة بحرية إلى منطقة الكاريبي. بموجب القانون، أصبح رئيس مجلس الشيوخ، نوافور أوريزو، رئيسًا بالنيابة أثناء غيابه وكان يتمتع بجميع صلاحيات الرئيس.

## تفاصيل الانقلاب
في صباح يوم 15 يناير 1966، خلال اجتماع مع بعض الصحفيين المحليين في كادونا سعياً لمعرفة ما كان يجري، تم لفت انتباه الرائد نزيوغيو إلى أن المعلومات الوحيدة حول الأحداث في ذلك الوقت هي ما كانت تبثه هيئة الإذاعة البريطانية. تفاجأ نزيوغيو لأنه توقع بث إذاعي للمتمردين من لاغوس. ويقال إنه «أصبح جامحًا» عندما علم أن إيمانويل إيفيجونا في لاغوس لم يضع أي خطط على الإطلاق لتحييد جونسون أجويي أيرونسي الذي كان قائد الجيش. لذلك، صاغ نزيوغيو على عجل خطابًا تم بثه على راديو كادونا في حوالي الساعة 12 صباحًا وأعلن فيه الأحكام العرفية على المقاطعات الشمالية في نيجيريا.

## بعد الانقلاب
قام الرئيس بالنيابة نوافور أوريزو ببث خطاب، بعد أن أطلع الرئيس ننامدي أزيكيوي عبر الهاتف على قرار مجلس الوزراء، وأعلن قرار مجلس الوزراء «الطوعي» بنقل السلطة إلى القوات المسلحة.[بحاجة لمصدر] اللواء جونسون أجويي- ثم قام إيرونسي ببث خطابه الخاص، فقبل «الدعوة». في 17 يناير، أنشأ اللواء أيرونسي المجلس العسكري الأعلى في لاغوس وعلق الدستور فعليًا.